# 1976-os ellen-sakkolimpia
Az 1976-os ellen-sakkolimpia (egyes elnevezések szerint: anti-izraeli sakkolimpia) 1976. október 24. és november 15. között Líbiában, Tripoliban került megrendezésre. Helyszíne a Beach Hotel volt. A versenyt az Izraelben rendezett, ezért az arab országok által politikai okokból bojkottált hivatalos sakkolimpiával egyidejűleg rendezték. A verseny főszervezője személyesen Moammer Kadhafi államelnök volt. A versenyt El Salvador csapata nyerte.
A szocialista országok csapatai politikai okokból egyik versenyen sem vettek részt, ugyanakkor Olaszország, a Fülöp-szigetek és Uruguay mindkét versenyen képviseltette magát.

## A politikai háttér
1964-ben Izrael már rendezett egy sakkolimpiát, amely problémamentesen zajlott le. Az 1967-es és az 1973-as arab–izraeli háborúk miatt megromlott a viszony Izrael és az arab országok között. Ennek következtében került sor az esemény arab országok általi bojkottjára. A szocialista országok, amelyek többsége nem ismerte el Izrael államot, csatlakozott a bojkotthoz. Moammer Kadhafi arra számítva, hogy a legerősebbek közé számító szocialista országok sakkcsapatai az általa kezdeményezett versenyen indulnak, jelentős anyagi ráfordítással megszervezte az ellen-sakkolimpiát. A szegényebb csapatok ösztönzésére az ingyenes szállás és étkezés mellett minden játékosnak naponta 8 dollár zsebpénzt biztosítottak, ugyanakkor minden csapat rendelkezésére külön, sofőrrel ellátott autót bocsátottak.
Kadhafi reményei nem váltak valóra, mert a Szovjetunió és a többi szocialista ország nem vett részt egyik eseményen sem.
Sportpolitikai szempontból az események a Nemzetközi Sakkszövetség (FIDE) fennállásának legkritikusabb időszakát jelentették, felvetődött a szövetségen belüli szakadás gondolata. A nemzetközi szövetség elnökének, az egykori világbajnok Max Euwe erőfeszítéseinek köszönhetően azonban a sakkszövetségek közötti ellentétek elsimultak, és a következő, 1978-ban megrendezett sakkolimpián már egyaránt részt vettek a keleti és nyugati tömb országai, valamint az arab országok is.

## A résztvevők
A versenyen 38 ország versenyzői vettek részt, köztük nem volt egyetlenegy nemzetközi nagymester sem, és mindössze négyen rendelkeztek nemzetközi mester címmel.
A csapatok 6 főt nevezhettek, akik közül egyidejűleg négy játszott. Meg kellett adni a játékosok közötti erősorrendet, és az egyes fordulókban ennek megfelelően ülhettek le a táblákhoz.

## A verseny lefolyása
A versenyt a hivatalos sakkolimpiához hasonlóan itt is svájci rendszerben rendezték, melynek keretében 13 fordulóra került sor.
A csapat eredményét az egyes versenyzők által megszerzett pontok alapján számolták. Holtverseny esetén a csapateredményeket vették figyelembe, ahol a csapatgyőzelem 2 pontot, a döntetlen 1 pontot ért. Ha ez is egyenlő volt, akkor a Buchholz-számítás döntött. A játszmákban 2 óra 30 perc állt rendelkezésre 40 lépés megtételéhez, majd további óránként 16 lépést kellett megtenni.
A versenyt nagy meglepetésre El Salvador csapata nyerte a két nemzetközi mesterrel felálló Tunézia előtt, míg a harmadik helyezett Pakisztán lett.

## A verseny végeredménye
|    | Csapat                  | Pont |
| -- | ----------------------- | ---- |
| 1  | Salvador                | 38½  |
| 2  | Tunézia                 | 36   |
| 3  | Pakisztán               | 34½  |
| 4  | Irak                    | 33½  |
| 5  | Olaszország[2]          | 32½  |
| 6  | Törökország             | 32½  |
| 7  | Afganisztán             | 29½  |
| 8  | Nicaragua               | 27½  |
| 9  | Panama                  | 27½  |
| 10 | Banglades               | 27   |
| 11 | Srí Lanka               | 27   |
| 12 | Portugália              | 27   |
| 13 | Algéria                 | 26½  |
| 14 | Marokkó                 | 26½  |
| 15 | Fülöp-szigetek          | 26½  |
| 16 | Kenya                   | 26   |
| 17 | Uruguay                 | 26   |
| 18 | Dél-Jemen               | 26   |
| 19 | Trinidad és Tobago      | 25½  |
| 20 | Málta                   | 25½  |
| 21 | Észak-Jemen             | 25½  |
| 22 | Madagaszkár             | 25½  |
| 23 | Libanon                 | 25   |
| 24 | Líbia                   | 24½  |
| 25 | Jordánia                | 24½  |
| 26 | Uganda                  | 24½  |
| 27 | Kuvait                  | 24½  |
| 28 | Egyesült Arab Emírségek | 20½  |
| 29 | Mauritius               | 20   |
| 30 | Palesztina              | 18½  |
| 31 | Mauritánia              | 18½  |
| 32 | Gambia                  | 18   |
| 33 | Omán                    | 18   |
| 34 | Szomália                | 07   |